# José Barón Carreño
Pour les articles homonymes, voir Baron et Carreño (homonymie).
Barón  Carreño est un nom espagnol. Le premier nom de famille, en général paternel, est Barón ; le second, en général maternel, souvent omis, est Carreño.
José Barón Carreño, né en 1918 à Gérgal (province d’Almería, Andalousie) et assassiné par les nazis le 19 août 1944 à Paris, dans le 7e arrondissement, est un guerillero espagnol, résistant communiste et républicain espagnol.

## Biographie
Habitant à Mellila, avec sa famille, José Barón Carreño participe aux Olympiades populaires à Montjuïc, dans la ville de Barcelone, alors qu'éclate le coup d’État fasciste contre la République. Il s'engage aussitôt dans les rangs républicains. Il se bat sur les fronts d'Aragon et de Madrid, ainsi qu'aux batailles de Teruel (décembre 1937-janvier 1938) et de l’Èbre (juillet -novembre 1938).
À la victoire de Franco, après la Retirada, il est interné successivement dans les camps d'Argelès-sur-Mer, de Rivesaltes (Pyrénées-Orientales) et d’Agde. Il poursuit dès lors en France la lutte contre les nazis et leurs alliés sous le pseudonyme de Robert. Il participe à la création de l’UNE (Union nationale espagnole) antifranquiste qui a été créée en 1942 près de Montauban (Tarn-et-Garonne), organisation regroupant des Républicains espagnols de diverses tendances luttant contre  le franquisme et l’occupation nazie. 
À partir de 1942, José Barón Carreño joue un rôle majeur dans l’organisation et la coordination de groupes armés espagnols en France. Au sein de l’Agrupacion de guerilleros españoles, il participe à la Libération de Paris. Il meurt tué d’une balle en plein cœur dans le 7e arrondissement, à 26 ans. 
Il est inhumé dans le carré militaire du cimetière parisien de Pantin.

## Hommages publics
Le conseil du 7e arrondissement et le Conseil de Paris ont voté à l'unanimité la pose d'une plaque commémorative dans l'espace public, en hommage à José Barón Carreño, à l'endroit où il est tombé, à l’angle du boulevard Saint-Germain et de la rue Villersexel. La cérémonie officielle d'inauguration se déroule en 2017 dans le cadre des célébrations du 73e anniversaire de la Libération de Paris. Depuis, un hommage officiel lui est rendu chaque 25 août par la Ville de Paris. En 2019, à l'occasion des célébrations du 75e anniversaire de la Libération de Paris, la ministre de la Justice, Dolores Delgado, était présente aux côtés des officiels français.